# کین هایلو
کین هایلو (انگلیسی: Qin Hailu؛ زادهٔ ۱۱ اوت ۱۹۷۸) هنرپیشه، و فیلم‌نامه‌نویس اهل چین است.